# Zhu Jiner
Zhu Jiner ( chinês :朱锦尔; pinyin : Zhū Jǐn'ěr ; nascida em 16 de novembro de 2002) é uma jogadora de xadrez chinesa que detém o título de Grande Mestre.

## Carreira
Em 2016, ela venceu o Campeonato Mundial Juvenil de Xadrez na categoria feminina sub-14. Em 2017, ela ficou em terceiro lugar na Zona Asiática 3.5, depois de Zhai Mo e Ni Shiqun, e se classificou para o Campeonato Mundial Feminino de Xadrez de 2018.  Em 2018, Zhu Jiner ganhou a medalha de bronze no Campeonato Feminino de Xadrez Rápido da China.
Em novembro de 2021, em Riga, ela conquistou o 3º lugar no torneio Grande Suiço Feminino da FIDE.
Ela também ficou em 3º lugar no Campeonato Mundial de Blitz de 2023. Conquistou a medalha de ouro nos Jogos Asiáticos de 2022 na categoria individual rápido.
Em 2024, conquistou a medalha ouro no tabuleiro 1, na 45ª Olimpíada de Xadrez realizada em Budapeste. 
Venceu a série de eventos Grand Prix e se classificou para o Torneio de Candidatas de 2026.